# Lecteria (Lecteria) tanganicae
Lecteria (Lecteria) tanganicae is een tweevleugelige uit de familie steltmuggen (Limoniidae). De soort komt voor in het Afrotropisch gebied.